# Bartramia obscura
Bartramia obscura là một loài rêu trong họ Bartramiaceae. Loài này được Dixon mô tả khoa học đầu tiên năm 1960.